# Koliberek brzytwosterny
Koliberek brzytwosterny (Doricha enicura) – gatunek ptaka z podrodziny kolibrów (Trochilinae) w obrębie rodziny kolibrowatych (Trochilidae). Występuje w Ameryce Centralnej; według IUCN nie jest zagrożony wyginięciem.

## Taksonomia
Gatunek po raz pierwszy zgodnie z zasadami nazewnictwa binominalnego opisał w 1818 roku francuski ornitolog Louis Pierre Vieillot, nadając mu nazwę Trochilus enicurus. Vieillot jako miejsce typowe odłowu holotypu wskazał błędnie Brazylię; w toku późniejszej desygnacji miejsce typowe ustalono na Gwatemalę. Holotypem był dorosły samiec.
Autorzy Birds of the World (jak również inne ujęcia taksonomiczne) uznają ten gatunek za monotypowy.

### Etymologia
- Doricha: Doricha (żyjąca w 700 roku p.n.e.), słynna grecka kurtyzana[24].
- enicura: gr. ἑνικος henikos „pojedynczy”; -ουρος -ouros „-ogonowy”, od ουρα oura „ogon”[25].

## Zasięg występowania
Koliberek brzytwosterny występuje w górach i wewnętrznych dolinach od południowego Meksyku (Chiapas) do Gwatemali, Hondurasu i północnego Salwadoru.

## Morfologia
Długość ciała samicy 8–9 cm, samca 11–12,5 cm (wraz z długim ogonem); masa ciała samicy 2,6 g, samca 2,3 g. Inne wymiary podane przez Roberta Ridgwaya: samica (n=8) – długość skrzydła 35–39 mm, długość ogona 24–30 mm, długość środkowych sterówek 13,5–18 mm; samiec (n=10) – długość skrzydła 31–34 mm, długość ogona 55–61,5 mm, długość środkowych sterówek 9,5–14 mm. Samiec ma długi, zakrzywiony czarny dziób. Głowa i górne części ciała koloru zielonego. Za okiem występuje biała plamka, podbródek czarniawy, kryza różowofioletowa, biała obwódka na dole klatki piersiowej, brzuch koloru zielonego z białawym środkiem. Ogon jest bardzo długi, głęboko rozwidlony, środkowe sterówki zielone, pozostałe czarniawe. Samica ma górną część ciała zieloną, z białą plamką za okiem. Spód ciała jest cynamonowo-płowy, z czarniawym paskiem na pokrywach usznych; ogon jest krótszy niż u samców, mniej rozwidlony, centralne sterówki są zielone, zewnętrzne sterówki cynamonowe z szerokim czarniawym pasem i białymi końcówkami. Osobniki młodociane są podobne do samicy. Podczas pożywiania się nektarem samce trzymają ogony zamknięte w niemal pionowej pozycji, natomiast samice szybko machają ogonami, otwierając je i zamykając.

## Ekologia
Koliberek brzytwosterny zamieszkuje otwarte przestrzenie w lasach, terenach lesistych, lasach wtórnych i zaroślach na wysokości 1000–3000 m n.p.m. Prowadzi osiadły tryb życia, chociaż występują sezonowe wahania liczebności.
Dźwięki i zachowanie wokalne są słabo znane. Zawołania podczas siadania na gałęziach lub żerowania obejmuje dość twarde, szybkie ćwierkanie, często powtarzane równomiernie lub lekko przechodzące w trele.
Pokarm zdobywa głównie w niskich i średnich warstwach lasu, często przy ziemi. Żywi się kombinacją nektaru (w Meksyku obserwowano żerowanie na opuncji z gatunku Opuntia inaperta) i małych stawonogów.
Rozród, gniazdo, jaja i wielkość lęgu nieznane. Lęg odnotowano w październiku w stanie Chiapas.

## Status zagrożenia i ochrona
W Czerwonej księdze gatunków zagrożonych Międzynarodowej Unii Ochrony Przyrody i Jej Zasobów został zaliczony do kategorii LC (ang. Least Concern „najmniejszej troski”). W 2019 roku organizacja Partners in Flight szacowała liczebność populacji na nie więcej niż 50 tysięcy dorosłych osobników, zaś jej trend oceniała jako umiarkowanie spadkowy. Głównym zagrożeniem jest szybkie przekształcenie preferowanego siedliska tego ptaka w obszary rolnicze.